# Željko Spasojević
Željko Spasojević (* 29. Juni 1973 in Ptuj, SFR Jugoslawien; † Januar 2014) war ein slowenischer Fußball- und Futsalspieler.

## Karriere

### Fußball
Spasojević spielte als Profi für den NK Rudar Velenje, NK Korotan, MND Tabor Sežana, NK Rudar Velenje, NK Smartno 1928 und NK Olimpija Ljubljana. Für den SV ASKÖ Sittersdorf, seinem damaligen Klub in der Kärntner Liga, war er vom  16. Februar 2009 bis 27. August 2010 gemeldet. Danach kehrte er zurück nach Slowenien und spielte ab dann für NK Šoštanj.

### Futsal
Neben seiner aktiven Fußballkarriere spielte er Futsal in Slowenien und nahm an internationalen Wettbewerben für seinen Futsalverein MTO Zagorje teil.